# 蘇哈卡姆揚卡
蘇哈卡姆揚卡（烏克蘭語：Суха Кам'янка），是烏克蘭東部哈爾科夫州伊久姆區伊久姆市镇内的村落。面積0.6平方公里，海拔高度106米，2001年人口52，人口密度每平方公里87.4人。